# Les Menteuses
 (mai 2018).
Si vous disposez d'ouvrages ou d'articles de référence ou si vous connaissez des sites web de qualité traitant du thème abordé ici, merci de compléter l'article en donnant les références utiles à sa vérifiabilité et en les liant à la section « Notes et références ».
Pour la série télévisée, voir Pretty Little Liars.
Les Menteuses (en anglais Pretty Little Liars, « Jolies Petites Menteuses ») est une série de romans de Sara Shepard qui racontent l'histoire de cinq jeunes adolescentes : Alison DiLaurentis, Hanna Marin, Spencer Hastings, Aria Montgomery et Emily Fields.

## Résumé
Au début, Alison, la meneuse de leur petit groupe, disparaît mystérieusement.
L'histoire se déroule un an plus tard : les quatre filles restantes — Spencer, Hanna, Aria et Emily — reçoivent plusieurs messages signés « A », leur rappelant à chacune leurs petits secrets, dont certains fort anciens, et qu'Alison était la seule à connaître, du moins c'est ce qu'elles croyaient. « A » semble éprouver un malin plaisir à répandre leurs secrets sur toute la ville. Elles sont dans l'obligation de résoudre ce mystère. Tout en les faisant chanter, « A » leur fournit des pistes pour découvrir le coupable de la disparition d'Alison.
À chaque fin de roman, une nouvelle intrigue qui pousse le lecteur à se demander qui est « A » et pourquoi en veut il/elle autant aux anciennes acolytes de la pire garce de Rosewood, Alison.

## Liste des romans
Conçue au départ comme une série télévisée par la société de Packaging éditorial Alloy Entertainment, et décrite comme une sorte de « Desperate Housewives pour ados », cette idée a été confiée à Sara Shepard par Alloy Entertainment avec l'autorisation d'en faire une série de romans.
Arc 1
1. Confidences [« Pretty Little Liars »]  (trad. Isabelle Troin), Paris, Fleuve noir, 2008 (1re éd. 2006), 289 p., 19 cm (ISBN 978-2-265-08395-0, BNF 41280855)
2. Secrets [« Flawless »]  (trad. Isabelle Troin), Paris, Fleuve noir, 2008 (1re éd. 2007), 339 p., 19 cm (ISBN 978-2-265-08396-7, BNF 41258229)
3. Rumeurs [« Perfect »]  (trad. Isabelle Troin), Paris, Fleuve noir, 2008 (1re éd. 2007), 303 p., 19 cm (ISBN 978-2-265-08397-4, BNF 41280624)
4. Révélations [« Unbelievable »]  (trad. Isabelle Troin), Paris, Fleuve noir, 2008, 331 p., 19 cm (ISBN 978-2-265-08398-1, BNF 41297610)

Arc 2
1. Vengeances [« Wicked »]  (trad. Isabelle Troin), t. 5, Paris, Fleuve noir, 2009 (1re éd. 2008), 319 p., 19 cm (ISBN 978-2-265-08854-2, BNF 42016216)
2. Dangers [« Killer »]  (trad. Isabelle Troin), t. 6, Paris, Fleuve noir, 2009, 319 p., 19 cm (ISBN 978-2-265-08855-9, BNF 42093156)
3. Représailles [« Heartless »]  (trad. Isabelle Troin), t. 7, Paris, Fleuve noir, 2010, 272 p., 19 cm (ISBN 978-2-265-08856-6, BNF 42172636)
4. Aveux [« Wanted »]  (trad. Isabelle Troin), t. 8, Paris, Fleuve noir, 2010, 270 p., 19 cm (ISBN 978-2-265-08857-3, BNF 42334621)

Arc 3
1. Récidives [« Twisted »]  (trad. Isabelle Troin), t. 9, Paris, Fleuve noir, 2013 (1re éd. 2011), 319 p., 19 cm (ISBN 978-2-265-09692-9, BNF 43617973)
2. Chantages [« Ruthless »]  (trad. Isabelle Troin), t. 10, Paris, Fleuve noir, 2013 (1re éd. 2011), 345 p., 19 cm (ISBN 978-2-265-09693-6, BNF 43691523)
3. Menaces [« Stunning »]  (trad. Isabelle Troin), t. 11, Paris, Fleuve noir, 2014 (1re éd. 2012), 305 p., 19 cm (ISBN 978-2-265-09694-3, BNF 43816667)
4. Turbulences [« Burned »]  (trad. Isabelle Troin), t. 12, Paris, Fleuve noir, 2014 (1re éd. 2012), 321 p., 19 cm (ISBN 978-2-265-09695-0, BNF 43890101)

Arc 4
1. Manigances [« Crushed »]  (trad. Isabelle Troin), t. 13, Paris, Fleuve noir, 2015 (1re éd. 2013), 360 p., 19 cm (ISBN 978-2-265-09910-4, présentation en ligne)
2. Mortelles [« Deadly »]  (trad. Isabelle Troin), t. 14, Paris, Fleuve noir, 2015 (1re éd. 2013), 309 p., 19 cm (ISBN 978-2-265-09911-1, BNF 44483987)
3. Toxiques [« Toxic »]  (trad. Isabelle Troin), t. 15, Paris, Fleuve noir, 2016 (1re éd. 2014), 331 p., 19 cm (ISBN 978-2-265-09912-8, BNF 45069700)
4. Vicieuses [« Vicious »]  (trad. Isabelle Troin), t. 16, Paris, Fleuve noir, 2016 (1re éd. 2014), 333 p., 19 cm (ISBN 978-2-265-09913-5, BNF 45164927)

Hors-série
- Pretty Little Secrets  (trad. Isabelle Troin), Paris, Fleuve noir, 2012, 445 p., 19 cm (ISBN 978-2-265-09696-7, BNF 42797928)Nouvelles se déroulant entre Révélations et Vengeances.
- (en-US) Ali's Pretty Little Lies, éditions Harper Collins Publisher Inc., 2013, 304 p., 20 cm (ISBN 978-0-062-23337-0)Préquelle à la série.

Compilations
- Pretty Little Liars - Intégrale 1 des Menteuses, Fleuve noir, coll. Territoires, 2013Contient les tomes 1 à 4
- Pretty Little Liars - Intégrale 2 des Menteuses, Fleuve, coll. Territoires, 2014Contient les tomes 5 à 8
- Pretty Little Liars - Intégrale 3 des Menteuses  (trad. Isabelle Troin), Paris, Pocket Jeunesse, coll. « Territoires », 2015, 881 p., 23 cm (ISBN 978-2-266-25982-8, BNF 44460340)Contient les tomes 9 à 12.